# Serie A 1979-1980 (hockey su pista)
La Serie A 1979-1980 è stata la 57ª edizione (la 31ª a girone unico), del torneo di primo livello del campionato italiano di hockey su pista. La competizione ha avuto inizio il 1º dicembre 1979 e si è conclusa il 7 giugno 1980.
Lo scudetto è stato conquistato dall'AFP Giovinazzo per la prima volta nella sua storia.

## Stagione

### Novità
A prendere il testimone del Bassano e del Castiglione retrocesse in serie B vi furono, vincendo il campionato cadetto, il Marzotto Valdagno, che tornava in serie A dopo un sol anno di cadetteria, e il Salerno; i campani erano all'esordio in massima serie. Al torneo parteciparono: AFP Giovinazzo, Amatori Lodi, Atl. Forte dei Marmi, CGC Viareggio, Goriziana, Laverda Breganze (campione in carica), Monza, Novara, Follonica, Pordenone, Reggiana, Trissino e appunto il Marzotto Valdagno e il Salerno.

### Formula
La formula del campionato fu la stessa della stagione precedente; la manifestazione fu organizzata con un girone all'italiana, con gare di andata e ritorno per un totale di 26 giornate. Erano assegnati 2 punti per l'incontro vinto e un punto a testa per l'incontro pareggiato, mentre non ne era attribuito alcuno per la sconfitta. Al termine del campionato la prima squadra classificata venne proclamata campione d'Italia mentre la tredicesima e la quattordicesima classificata retrocedettero in serie B. La grossa novità fu il fatto che da questa stagione il torneo venne disputato su due anni, come già accedeva per altri tornei (per esempio il campionato di calcio) e non più nell'anno solare.

### Avvenimenti

1980: Pino Marzella bacia sua madre dopo la vittoria in Coppa delle Coppe.

Il campionato iniziò Il 1º dicembre 1979 e si concluse Il 7 giugno 1980. Dopo una prima parte di stagione in cui regnò un certo equilibrio fu la Goriziana a prendere la testa della classifica grazie a una serie di risultati consecutivi senza sconfitte. Al termine del girone di andata furono proprio i friulani a concludere in testa in torneo seguiti a tre punti dal Monza e a quattro punti dal terzetto composto dal Giovinazzo, dal Trissino e dal Breganze. Il Novara pluriscudettato invece era invischiato in zona retrocessione. Nel girone di ritorno la squadra di Gorizia crollò inaspettatamente infilando tre sconfitte consecutive. Ne approfittarono il Giovinazzo e il Monza che la scavalcarono. Il duello per lo scudetto si risolse tra la diciannovesima e la ventiduesima giornata dove furono i pugliesi a prendere il largo guidati dal bomber Pino Marzella e a vincere per la prima volta lo scudetto. L'AFP in questa stagione trionfò anche in Coppa delle Coppe vincendo la prima coppa europea da parte di una squadra italiana. I pugliesi grazie alla vittoria in campionato si qualificarono per la Coppa dei Campioni; il Pordenone vincendo la Coppa Italia si qualificò per la Coppa delle Coppe mentre l'Amatori Lodi, secondo in campionato, e la Reggiana, finalista della Coppa Italia, si qualificarono per la prima edizione della Coppa CERS. Retrocedettero in serie B le due neopromosse Salerno e Marzotto Valdagno.

## Squadre partecipanti
| Club                 | Stagione | Città                | Impianto                          | Stagione precedente              |
| -------------------- | -------- | -------------------- | --------------------------------- | -------------------------------- |
| AFP Giovinazzo       | dettagli | Giovinazzo (BA)      | Palasport di Giovinazzo           | 2º in Serie A                    |
| Amatori Lodi         | dettagli | Lodi (MI)            | PalaRiboni                        | 8º in Serie A                    |
| Atl. Forte dei Marmi | dettagli | Forte dei Marmi (LU) | PalaForte                         | 7º in Serie A                    |
| CGC Viareggio        | dettagli | Viareggio (LU)       | PalaBarsacchi                     | 12º in Serie A                   |
| Follonica            | dettagli | Follonica (GR)       | Pista Armeni                      | 5º in Serie A                    |
| Goriziana            | dettagli | Gorizia              | Palestra della Valletta del Corno | 11º in Serie A                   |
| Laverda Breganze     | dettagli | Breganze (VI)        | Centro giovanile Don Bosco        | 1º in Serie A, campione d'Italia |
| Marzotto Valdagno    | dettagli | Valdagno (VI)        | PalaSoldà                         | In Serie B, promosso             |
| Monza                | dettagli | Monza (MI)           | Pista di via Ardigò               | 3º in Serie A                    |
| Novara               | dettagli | Novara               | Palazzetto dello sport            | 4º in Serie A                    |
| Pordenone            | dettagli | Pordenone            | Pista coperta di Cordenons        | 9º in Serie A                    |
| Reggiana             | dettagli | Reggio Emilia        | PalaRegnani di Scandiano (RE)     | 10º in Serie A                   |
| Salerno              | n.d.     | Salerno              | PalaTulimieri                     | In Serie B, promosso             |
| Trissino             | dettagli | Trissino (VI)        | Palasport di Trissino             | 6º in Serie A                    |

### Allenatori e primatisti
| Squadra              | Allenatore            | Cannoniere              |
| -------------------- | --------------------- | ----------------------- |
| AFP Giovinazzo       | Gianbattista Massari  | Pino Marzella (62 reti) |
| Amatori Lodi         | Franco Mora           |                         |
| Atl. Forte dei Marmi | Verona                |                         |
| CGC Viareggio        |                       |                         |
| Goriziana            |                       |                         |
| Laverda Breganze     | Mario Carraro         |                         |
| Marzotto Valdagno    | Luigi De Gerone       |                         |
| Monza                | Sergio Franchi        |                         |
| Novara               | Beniamino Battistella | Jaime Cardoso (39 reti) |
| Follonica            |                       |                         |
| Pordenone            | Sergio Vaccher        |                         |
| Reggiana             | Giancarlo Tonioni     |                         |
| Salerno              |                       |                         |
| Trissino             | Aronne Cerato         |                         |

## Classifica finale
|  | Pos. | Squadra              | Pt | G  | V  | N | P  | GF  | GS  | DR   |
|  | ---- | -------------------- | -- | -- | -- | - | -- | --- | --- | ---- |
|  | 1.   | AFP Giovinazzo       | 39 | 26 | 17 | 5 | 4  | 137 | 61  | +76  |
|  | 2.   | Amatori Lodi         | 34 | 26 | 15 | 4 | 7  | 93  | 73  | +20  |
|  | 3.   | Atl. Forte dei Marmi | 33 | 26 | 15 | 3 | 8  | 124 | 72  | +52  |
|  | 4.   | Monza                | 32 | 26 | 13 | 6 | 7  | 100 | 69  | +31  |
|  | 5.   | Goriziana            | 32 | 26 | 14 | 4 | 8  | 97  | 84  | +13  |
|  | 6.   | Pordenone            | 31 | 26 | 14 | 3 | 9  | 106 | 92  | +14  |
|  | 7.   | Laverda Breganze     | 30 | 26 | 12 | 6 | 8  | 101 | 93  | +8   |
|  | 8.   | Trissino             | 30 | 26 | 13 | 4 | 9  | 100 | 96  | +4   |
|  | 9.   | Reggiana             | 28 | 26 | 12 | 4 | 10 | 119 | 108 | +11  |
|  | 10.  | Novara               | 19 | 26 | 9  | 1 | 16 | 96  | 103 | -7   |
|  | 11.  | Follonica            | 19 | 26 | 7  | 5 | 14 | 82  | 115 | -33  |
|  | 12.  | CGC Viareggio        | 17 | 26 | 5  | 7 | 14 | 72  | 109 | -37  |
|  | 13.  | Salerno (-1)         | 10 | 26 | 4  | 3 | 19 | 69  | 174 | -105 |
|  | 14.  | Marzotto Valdagno    | 9  | 26 | 3  | 3 | 20 | 70  | 118 | -48  |

Legenda:
  Campione d'Italia.
  Vincitore della Coppa Italia 1979-1980.
      Qualificato in Coppa dei Campioni 1980-1981.
      Qualificato in Coppa delle Coppe 1980-1981.
      Qualificato in Coppa CERS 1980-1981.
      Retrocessa in Serie B 1980-1981.
Note:
Due punti a vittoria, uno a pareggio, zero a sconfitta.
In caso di parità di punteggio, le posizioni erano decise per differenza reti generale.
Il Salerno fu penalizzato di 1 punto per rinuncia.

## Verdetti
| Verdetto                          | Club                       |
| --------------------------------- | -------------------------- |
| Campione d'Italia 1979-1980       | AFP Giovinazzo (1º titolo) |
| Qualificato in Coppa dei Campioni | AFP Giovinazzo             |
| Qualificato in Coppa delle Coppe  | Pordenone                  |
| Qualificate in Coppa CERS         | Amatori Lodi Reggiana      |
| Retrocesse in Serie B             | Salerno Marzotto Valdagno  |

## Risultati
| Andata (1ª) | Andata (1ª) | Prima giornata                   | Ritorno (14ª) | Ritorno (14ª) |
|             |             |                                  |               |               |
| 1º dic.     | 10-0        | Atletico Forte dei Marmi-Salerno | 8-3           | 8 mar.        |
| 1º dic.     | 3-0         | CGC Viareggio-Novara             | 4-10          | 8 mar.        |
| 1º dic.     | 1-2         | Follonica-Trissino               | 1-7           | 8 mar.        |
| 1º dic.     | 4-1         | Goriziana-Laverda Breganze       | 2-4           | 8 mar.        |
| 1º dic.     | 3-3         | Marzotto Valdagno-Amatori Lodi   | 3-5           | 8 mar.        |
| 1º dic.     | 6-2         | Monza-Reggiana                   | 2-3           | 8 mar.        |
| 1º dic.     | 6-1         | Pordenone-AFP Giovinazzo         | 3-8           | 8 mar.        |

| Andata (2ª) | Andata (2ª) | Seconda giornata                  | Ritorno (15ª) | Ritorno (15ª) |
|             |             |                                   |               |               |
| 8 dic.      | 6-1         | AFP Giovinazzo-Follonica          | 2-2           | 15 mar.       |
| 8 dic.      | 7-0         | Amatori Lodi-CGC Viareggio        | 1-1           | 15 mar.       |
| 8 dic.      | 7-4         | Laverda Breganze-Pordenone        | 5-5           | 15 mar.       |
| 8 dic.      | 1-4         | Novara-Goriziana                  | 2-3           | 15 mar.       |
| 8 dic.      | 3-7         | Reggiana-Atletico Forte dei Marmi | 3-6           | 15 mar.       |
| 8 dic.      | 5-2         | Salerno-Marzotto Valdagno         | 1-7           | 15 mar.       |
| 8 dic.      | 1-0         | Trissino-Monza                    | 2-4           | 15 mar.       |

| Andata (3ª) | Andata (3ª) | Terza giornata                        | Ritorno (16ª) | Ritorno (16ª) |
|             |             |                                       |               |               |
| 15 dic.     | 0-2         | Atletico Forte dei Marmi-Amatori Lodi | 3-7           | 22 mar.       |
| 15 dic.     | 5-5         | CGC Viareggio-Trissino                | 1-4           | 22 mar.       |
| 15 dic.     | 2-4         | Follonica-Reggiana                    | 3-4           | 22 mar.       |
| 15 dic.     | 3-3         | Goriziana-AFP Giovinazzo              | 1-5           | 22 mar.       |
| 15 dic.     | 2-2         | Marzotto Valdagno-Laverda Breganze    | 8-2           | 22 mar.       |
| 15 dic.     | 8-3         | Monza-Salerno                         | 3-1           | 22 mar.       |
| 15 dic.     | 5-3         | Pordenone-Novara                      | 4-2           | 22 mar.       |

| Andata (4ª) | Andata (4ª) | Quarta giornata                 | Ritorno (17ª) | Ritorno (17ª) |
|             |             |                                 |               |               |
| 22 dic.     | 7-2         | AFP Giovinazzo-CGC Viareggio    | 1-1           | 29 mar.       |
| 22 dic.     | 3-1         | Amatori Lodi-Pordenone          | 2-1           | 29 mar.       |
| 22 dic.     | 7-5         | Laverda Breganze-Follonica      | 2-5           | 29 mar.       |
| 22 dic.     | 0-1         | Marzotto Valdagno-Monza         | 1-7           | 29 mar.       |
| 22 dic.     | 2-0         | Novara-Atletico Forte dei Marmi | 1-4           | 29 mar.       |
| 22 dic.     | 5-4         | Reggiana-Trissino               | 3-2           | 29 mar.       |
| 22 dic.     | 3-6         | Salerno-Goriziana               | 2-8           | 29 mar.       |

| Andata (5ª) | Andata (5ª) | Quinta giornata                    | Ritorno (18ª) | Ritorno (18ª) |
|             |             |                                    |               |               |
| 5 gen.      | 6-2         | Atletico Forte dei Marmi-Follonica | 2-3           | 12 apr.       |
| 5 gen.      | 3-2         | CGC Viareggio-Salerno              | 1-7           | 12 apr.       |
| 5 gen.      | 4-3         | Goriziana-Amatori Lodi             | 1-4           | 12 apr.       |
| 5 gen.      | 10-3        | Monza-Laverda Breganze             | 3-3           | 12 apr.       |
| 5 gen.      | 4-3         | Pordenone-Marzotto Valdagno        | 4-3           | 12 apr.       |
| 5 gen.      | 10-1        | Reggiana-Novara                    | 0-4           | 12 apr.       |
| 5 gen.      | 5-3         | Trissino-AFP Giovinazzo            | 0-9           | 12 apr.       |

| Andata (6ª) | Andata (6ª) | Sesta giornata                     | Ritorno (19ª) | Ritorno (19ª) |
|             |             |                                    |               |               |
| 12 gen.     | 4-5         | Amatori Lodi-AFP Giovinazzo        | 1-8           | 19 apr.       |
| 12 gen.     | 2-2         | Follonica-Monza                    | 0-7           | 19 apr.       |
| 12 gen.     | 2-1         | Goriziana-Atletico Forte dei Marmi | 0-6           | 19 apr.       |
| 12 gen.     | 3-2         | Laverda Breganze-Reggiana          | 5-1           | 19 apr.       |
| 12 gen.     | 4-1         | Marzotto Valdagno-CGC Viareggio    | 1-7           | 19 apr.       |
| 12 gen.     | 4-5         | Novara-Trissino                    | 7-9           | 19 apr.       |
| 12 gen.     | 4-6         | Salerno-Pordenone                  | 1-6           | 19 apr.       |

| Andata (7ª) | Andata (7ª) | Settima giornata                       | Ritorno (20ª) | Ritorno (20ª) |
|             |             |                                        |               |               |
| 19 gen.     | 8-2         | AFP Giovinazzo-Salerno                 | 6-4           | 26 apr.       |
| 19 gen.     | 8-1         | Atletico Forte dei Marmi-CGC Viareggio | 6-6           | 26 apr.       |
| 19 gen.     | 4-4         | Follonica-Goriziana                    | 3-2           | 26 apr.       |
| 19 gen.     | 5-0         | Laverda Breganze-Amatori Lodi          | 2-3           | 26 apr.       |
| 19 gen.     | 6-3         | Monza-Novara                           | 0-3           | 26 apr.       |
| 19 gen.     | 6-5         | Reggiana-Marzotto Valdagno             | 2-0           | 26 apr.       |
| 19 gen.     | 3-3         | Trissino-Pordenone                     | 3-6           | 26 apr.       |

| Andata (8ª) | Andata (8ª) | Ottava giornata                  | Ritorno (21ª) | Ritorno (21ª) |
|             |             |                                  |               |               |
| 26 gen.     | 8-1         | Amatori Lodi-Salerno             | 6-3           | 3 mag.        |
| 26 gen.     | 2-1         | Atletico Forte dei Marmi-Monza   | 3-5           | 3 mag.        |
| 26 gen.     | 2-4         | CGC Viareggio-Laverda Breganze   | 1-5           | 3 mag.        |
| 26 gen.     | 8-3         | Goriziana-Trissino               | 5-9           | 3 mag.        |
| 26 gen.     | 0-6         | Marzotto Valdagno-AFP Giovinazzo | 1-6           | 3 mag.        |
| 26 gen.     | 10-3        | Novara-Follonica                 | 4-5           | 3 mag.        |
| 26 gen.     | 7-3         | Pordenone-Reggiana               | 2-6           | 3 mag.        |

| Andata (9ª) | Andata (9ª) | Nona giornata                     | Ritorno (22ª) | Ritorno (22ª) |
|             |             |                                   |               |               |
| 2 feb.      | 14-3        | AFP Giovinazzo-Reggiana           | 8-2           | 10 mag.       |
| 2 feb.      | 2-3         | CGC Viareggio-Pordenone           | 1-6           | 10 mag.       |
| 2 feb.      | 2-2         | Follonica-Amatori Lodi            | 2-4           | 10 mag.       |
| 2 feb.      | 3-3         | Monza-Goriziana                   | 3-5           | 10 mag.       |
| 2 feb.      | 6-4         | Novara-Marzotto Valdagno          | 3-2           | 10 mag.       |
| 2 feb.      | 2-2         | Salerno-Laverda Breganze          | 2-14          | 10 mag.       |
| 2 feb.      | 10-4        | Trissino-Atletico Forte dei Marmi | 0-5           | 10 mag.       |

| Andata (10ª) | Andata (10ª) | Decima giornata                    | Ritorno (23ª) | Ritorno (23ª) |
|              |              |                                    |               |               |
| 9 feb.       | 4-5          | Amatori Lodi-Novara                | 3-1           | 17 mag.       |
| 9 feb.       | 3-2          | Laverda Breganze-AFP Giovinazzo    | 1-2           | 17 mag.       |
| 9 feb.       | 4-4          | Marzotto Valdagno-Follonica        | 2-8           | 17 mag.       |
| 9 feb.       | 5-3          | Monza-CGC Viareggio                | 3-3           | 17 mag.       |
| 9 feb.       | 2-2          | Pordenone-Atletico Forte dei Marmi | 2-7           | 17 mag.       |
| 9 feb.       | 5-2          | Reggiana-Goriziana                 | 3-3           | 17 mag.       |
| 9 feb.       | 2-2          | Salerno-Trissino                   | 0-2           | 17 mag.       |

| Andata (11ª) | Andata (11ª) | Undicesima giornata                        | Ritorno (24ª) | Ritorno (24ª) |
|              |              |                                            |               |               |
| 16 feb.      | 8-3          | AFP Giovinazzo-Monza                       | 3-3           | 24 mag.       |
| 16 feb.      | 6-2          | Atletico Forte dei Marmi-Marzotto Valdagno | 8-2           | 24 mag.       |
| 16 feb.      | 4-5          | Follonica-Pordenone                        | 4-8           | 24 mag.       |
| 16 feb.      | 4-2          | Goriziana-CGC Viareggio                    | 1-4           | 24 mag.       |
| 16 feb.      | 11-1         | Novara-Salerno                             | 4-6           | 24 mag.       |
| 16 feb.      | 5-4          | Reggiana-Amatori Lodi                      | 2-5           | 24 mag.       |
| 16 feb.      | 3-0          | Trissino-Laverda Breganze                  | 6-6           | 24 mag.       |

| Andata (12ª) | Andata (12ª) | Dodicesima giornata                       | Ritorno (25ª) | Ritorno (25ª) |
|              |              |                                           |               |               |
| 23 feb.      | 5-1          | AFP Giovinazzo-Novara                     | 5-2           | 31 mag.       |
| 23 feb.      | 2-1          | Amatori Lodi-Trissino                     | 5-3           | 31 mag.       |
| 23 feb.      | 8-3          | CGC Viareggio-Follonica                   | 2-4           | 31 mag.       |
| 23 feb.      | 3-2          | Laverda Breganze-Atletico Forte dei Marmi | 4-11          | 31 mag.       |
| 23 feb.      | 1-4          | Marzotto Valdagno-Goriziana               | 3-8           | 31 mag.       |
| 23 feb.      | 2-3          | Pordenone-Monza                           | 5-2           | 31 mag.       |
| 23 feb.      | 3-3          | Salerno-Reggiana                          | 2-31          | 31 mag.       |

| \| Andata (13ª)[23] \| Andata (13ª)[23] \| Tredicesima giornata \| Ritorno (26ª) \| Ritorno (26ª) \| \| \| \| \| \| \| \| 1º mar. \| 2-1 \| Atletico Forte dei Marmi-AFP Giovinazzo \| 5-5 \| 7 giu. \| \| 1º mar. \| 4-1 \| Follonica-Salerno \| 5-8 \| 7 giu. \| \| 1º mar. \| 5-3 \| Goriziana-Pordenone \| 5-3 \| 7 giu. \| \| 1º mar. \| 7-2 \| Monza-Amatori Lodi \| 3-3 \| 7 giu. \| \| 1º mar. \| 3-3 \| Novara-Laverda Breganze \| 3-5 \| 7 giu. \| \| 1º mar. \| 4-4 \| Reggiana-CGC Viareggio \| 4-4 \| 7 giu. \| \| 1º mar. \| 1-0 \| Trissino-Marzotto Valdagno \| 8-7 \| 7 giu. \| |              |                                         |               |               |
| Andata (13ª) | Andata (13ª) | Tredicesima giornata                    | Ritorno (26ª) | Ritorno (26ª) |
| |              |                                         |               |               |
| 1º mar. | 2-1          | Atletico Forte dei Marmi-AFP Giovinazzo | 5-5           | 7 giu.        |
| 1º mar. | 4-1          | Follonica-Salerno                       | 5-8           | 7 giu.        |
| 1º mar. | 5-3          | Goriziana-Pordenone                     | 5-3           | 7 giu.        |
| 1º mar. | 7-2          | Monza-Amatori Lodi                      | 3-3           | 7 giu.        |
| 1º mar. | 3-3          | Novara-Laverda Breganze                 | 3-5           | 7 giu.        |
| 1º mar. | 4-4          | Reggiana-CGC Viareggio                  | 4-4           | 7 giu.        |
| 1º mar. | 1-0          | Trissino-Marzotto Valdagno              | 8-7           | 7 giu.        |

### Squadra campione
| N° | Naz.              | Ruolo | Sportivo          |  |  |  |
| -- | ----------------- | ----- | ----------------- |  |  |  |
|    | Italia (bandiera) | E     | Angelo Beltempo   |  |  |  |
|    | Italia (bandiera) | E     | Vincenzo Cannato  |  |  |  |
|    | Italia (bandiera) | E     | Antonio Caricato  |  |  |  |
|    | Italia (bandiera) | E     | Michele Caricato  |  |  |  |
|    | Italia (bandiera) | E     | Tommaso Colamaria |  |  |  |
|    | Italia (bandiera) | E     | Renato D'Agostino |  |  |  |
|    | Italia (bandiera) | E     | Francesco Frasca  |  |  |  |
|    | Italia (bandiera) | E     | Pino Marzella     |  |  |  |
|    | Italia (bandiera) | P     | Giuseppe Stufano  |  |  |  |
|    | Italia (bandiera) | P     | Pietro Turturro   |  |  |  |

- Allenatore:  Gianbattista Massari

## Statistiche del torneo

### Capoliste solitarie
|    | —— | —— | —— | ——        | ——        | ——        | ——        | ——        | ——        | ——        | ——        | ——        | ——        | ——        | ——        | ——        | ——  | ——  | ——             | ——             | ——             | ——             | ——             | ——             | ——             | —— |  |
|    |    |    |    | Goriziana | Goriziana | Goriziana | Goriziana | Goriziana | Goriziana | Goriziana | Goriziana | Goriziana | Goriziana | Goriziana | Goriziana | Goriziana |     |     | AFP Giovinazzo | AFP Giovinazzo | AFP Giovinazzo | AFP Giovinazzo | AFP Giovinazzo | AFP Giovinazzo | AFP Giovinazzo |    |  |
|    |    |    |    |           |           |           |           |           |           |           |           |           |           |           |           |           |     |     |                |                |                |                |                |                |                |    |  |
|    |    |    |    |           |           |           |           |           |           |           |           |           |           |           |           |           |     |     |                |                |                |                |                |                |                |    |  |
| 1ª | 2ª | 3ª | 4ª | 5ª        | 6ª        | 7ª        | 8ª        | 9ª        | 10ª       | 11ª       | 12ª       | 13ª       | 14ª       | 15ª       | 16ª       | 17ª       | 18ª | 19ª | 20ª            | 21ª            | 22ª            | 23ª            | 24ª            | 25ª            | 26ª            |    |  |

### Classifica in divenire
|                      | 1ª | 2ª | 3ª | 4ª | 5ª | 6ª | 7ª | 8ª | 9ª | 10ª | 11ª | 12ª | 13ª | 14ª | 15ª | 16ª | 17ª | 18ª | 19ª | 20ª | 21ª | 22ª | 23ª | 24ª | 25ª | 26ª |
| -------------------- | -- | -- | -- | -- | -- | -- | -- | -- | -- | --- | --- | --- | --- | --- | --- | --- | --- | --- | --- | --- | --- | --- | --- | --- | --- | --- |
| AFP Giovinazzo       | 0  | 2  | 3  | 5  | 5  | 7  | 9  | 11 | 13 | 13  | 15  | 17  | 17  | 19  | 20  | 22  | 23  | 25  | 27  | 29  | 31  | 33  | 35  | 36  | 38  | 39  |
| Amatori Lodi         | 1  | 3  | 5  | 7  | 7  | 7  | 7  | 9  | 10 | 10  | 10  | 12  | 12  | 14  | 15  | 17  | 19  | 21  | 21  | 23  | 25  | 27  | 29  | 31  | 33  | 34  |
| Atl. Forte dei Marmi | 2  | 4  | 4  | 4  | 6  | 6  | 8  | 10 | 10 | 11  | 13  | 13  | 15  | 17  | 19  | 19  | 21  | 21  | 23  | 24  | 24  | 26  | 28  | 30  | 32  | 33  |
| CGC Viareggio        | 2  | 2  | 3  | 3  | 5  | 5  | 5  | 5  | 5  | 5   | 5   | 7   | 8   | 8   | 9   | 9   | 10  | 10  | 12  | 13  | 13  | 13  | 14  | 16  | 16  | 17  |
| Goriziana            | 2  | 4  | 5  | 7  | 9  | 11 | 12 | 14 | 15 | 15  | 17  | 19  | 21  | 21  | 23  | 23  | 25  | 25  | 25  | 25  | 25  | 27  | 28  | 28  | 30  | 32  |
| Laverda Breganze     | 0  | 2  | 3  | 5  | 5  | 7  | 9  | 11 | 12 | 14  | 14  | 16  | 17  | 19  | 20  | 20  | 20  | 21  | 23  | 23  | 25  | 27  | 27  | 28  | 28  | 30  |
| Marzotto Valdagno    | 1  | 1  | 2  | 2  | 2  | 4  | 4  | 4  | 4  | 5   | 5   | 5   | 5   | 5   | 7   | 9   | 9   | 9   | 9   | 9   | 9   | 9   | 9   | 9   | 9   | 9   |
| Monza                | 2  | 2  | 4  | 6  | 8  | 9  | 11 | 11 | 12 | 14  | 14  | 16  | 18  | 18  | 20  | 22  | 24  | 25  | 27  | 27  | 29  | 29  | 30  | 31  | 31  | 32  |
| Novara               | 0  | 0  | 0  | 2  | 2  | 2  | 2  | 4  | 6  | 8   | 10  | 10  | 11  | 13  | 13  | 13  | 13  | 15  | 15  | 17  | 17  | 19  | 19  | 19  | 19  | 19  |
| Follonica            | 0  | 0  | 0  | 0  | 0  | 1  | 2  | 2  | 3  | 4   | 4   | 4   | 6   | 6   | 7   | 7   | 9   | 11  | 11  | 13  | 15  | 15  | 17  | 17  | 19  | 19  |
| Pordenone            | 2  | 2  | 4  | 4  | 6  | 8  | 9  | 11 | 13 | 14  | 16  | 16  | 16  | 16  | 17  | 19  | 19  | 21  | 23  | 25  | 25  | 27  | 27  | 29  | 31  | 31  |
| Reggiana             | 0  | 0  | 2  | 4  | 6  | 6  | 8  | 8  | 8  | 10  | 12  | 13  | 14  | 16  | 16  | 18  | 20  | 20  | 20  | 22  | 24  | 24  | 25  | 25  | 27  | 28  |
| Salerno              | -1 | 1  | 1  | 1  | 1  | 1  | 1  | 1  | 2  | 3   | 3   | 4   | 4   | 4   | 4   | 4   | 4   | 6   | 6   | 6   | 6   | 6   | 6   | 8   | 8   | 10  |
| Trissino             | 2  | 4  | 5  | 5  | 7  | 9  | 10 | 10 | 12 | 13  | 15  | 15  | 17  | 19  | 19  | 21  | 21  | 21  | 23  | 23  | 25  | 25  | 27  | 28  | 28  | 30  |

### Record squadre
- Maggior numero di vittorie: AFP Giovinazzo (17)
- Minor numero di vittorie: Marzotto Valdagno (3)
- Maggior numero di pareggi: CGC Viareggio (7)
- Minor numero di pareggi: Novara (1)
- Maggior numero di sconfitte: Marzotto Valdagno (20)
- Minor numero di sconfitte: AFP Giovinazzo (4)
- Miglior attacco: AFP Giovinazzo (137 reti realizzate)
- Peggior attacco: Salerno (69 reti realizzate)
- Miglior difesa: AFP Giovinazzo (61 reti subite)
- Peggior difesa: Salerno (174 reti subite)
- Miglior differenza reti: AFP Giovinazzo (+76)
- Peggior differenza reti: Salerno (-105)

### Classifica cannonieri
| Gol |  |  | Giocatore     | Squadra        |
| --- |  |  | ------------- | -------------- |
| 62  |  |  | Pino Marzella | AFP Giovinazzo |